# Neta tropicalis
Neta tropicalis är en svampart som beskrevs av R.F. Castañeda, Guarro & Gené 2000. Neta tropicalis ingår i släktet Neta, divisionen sporsäcksvampar och riket svampar.   Inga underarter finns listade i Catalogue of Life.